# Justine Waddell
Justine Waddell (* 4. listopadu 1976, Johannesburg) je jihoafrická herečka. Proslavila se v televizním filmu Životní příběh Natalie Woodové, kde ztvárnila hlavní roli. Film byl životopisným dílem o herečce Natalii Woodové.

## Životopis
Narodila se v Johannesburgu. Její otec pochází ze Skotska, matka byla Jihoafričanka. Má dva sourozence. V jejích jedenácti letech se rodina přestěhovala do Londýna. Ze strany rodičů se ji dostalo určité volnosti a podpory jejich zájmů. Kurzy herectví byly hlavním důvodem, proč se přihlásila na Univerzitu v Cambridgi. Po pěti letech studia se zúčastnila divadelního turné Edinburgh Festival. V roce 1997 získala roli ve filmu Anna Kareninová a ve filmu Žena v bílém. Následně měla úspěch na Sundance Film Festivalu s filmem Margaretino neštěstí, kde si zahrála vedle Brooke Shieldsonové. Dále přišla nabídka na hlavní roli ve filmu Nadějné vyhlídky. Mezi tím se dostavily drobné úspěchy jako film Životní příběh Natalie Woodové nebo Dracula 2000.